# Frederick Schule
Frederick William "Fred" Schule, född 27 september 1879 i Preston i Iowa, död 14 september 1962 i New York, var en amerikansk friidrottare.
Schule blev olympisk mästare på 110 meter häck vid sommarspelen 1904 i St. Louis.